# ERENET
ERENET — сеть Центрально-европейских университетов по исследованию и обучению предпринимательству — акроним из Entrepreneurship Research and Education NETwork) это открытая сеть научных исследований и разработок с целью проведения исследований по предпринимательству и развития учебных программ по обучению предпринимательству и учебных материалов среди Центрально- и Восточной Европе высших учебных заведений и академических университетов. Сеть построена на партнерские отношения между её членами.

## История
Ассоциация ERENET была создана в 2005 году. Среди инициаторов был Péter Szirmai, директор Центра развития малого бизнеса (ЦРМБ) при Будапештском университете экономических наук и государственного управления (ныне Будапештский университет Корвинус) после предложения, высказанного на совещании «Эффективное управление для МСП», организованном в апреле 2004 года Экономической комиссией ООН для Европы — ЕЭК ООН во Дворце Наций в Женеве.
Модератором сети является Антал Сабо, бывший региональный советник по вопросам предпринимательства и МСП ЕЭК ООН. 
ERENET имеет 170 академических членов из 41 стран.

## Цели и основные направления деятельности
- Создание международной сети высших учебных заведений по преподаванию и исследованию предпринимательства.
- Oбеспечение обмена информацией, знакомя друг друга с учебными программами и результатами своих исследований.
- Pазработка и реализация совместных исследовательских проектов.

 and

- Сбор передового опыта обучения предпринимательству, разработки новых учебных планов и учебных программ по предпринимательству.

- Предоставление консультаций по вопросам национальной политики в области предпринимательства и малого и среднего бизнеса, особенно в таких регионах, как Центральная и Восточная Европа, Черноморского экономического сотрудничества и Юго-Восточной Европы.[4]
- Организация конференций, симпозиумов, семинаров в области предпринимательства и проблемам развития МСП.
- Содействие обмену преподавателями, исследователями и, возможно, студентами.
- Разработка ежеквартального интернет издания ERENET PROFILE.

## Правовой статус
Согласно международной практике ERENET является международной незарегистрированной некоммерческой неправительственной организацией. Члены ассоциации на основе суверенного решения участвуют в отдельном специфическом проекте, поддерживают мероприятия друг друга, содействуя результатами своих научных исследований и публикаций для общего интеллектуального капитала. Координация международной сети осуществляется венгерской организацией, которая является членом ассоциации. Уполномоченный представитель (постоянный секретариат) — Центр развития малого бизнеса (ЦРМБ) Будапештского университета им. Корвинус. Организатором мероприятий является научный руководитель ERENET. 
В 2009 году Институт экономики наук в Белграде стал Юго-Восточным секретариатом ERENET. Пленарным органом является ежегодное собрание. Пятое ежегодное собрание состоялось 20 мая 2011 года в Будапеште во время венгерского председательства в ЕС. 
ERENET имеет эксклюзивный совет, который состоит из членов международного совета собственного периодического журналa ERENET PROFILE. 
В сети не платятся членские взносы. Бесплатное членство способствовало присоединению к ERENET представителей стран СНГ и ЮВЕ.